# Ion Calvocoressi
Ion Calvocoressi, eigentlich Ion Melville Calvocoressi (* 12. April 1919 in Kalkutta; † 7. Juli 2007 in England) war ein britischer Offizier und Börsenmakler griechischer Abstammung.

## Leben
Calvocoressi war ein Sohn von Matthew John Calvocoressi und dessen Ehefrau Agnes Hermione Melville. Väterlicherseits war er mit der Familie Ralli (Fa. Ralli Brothers) verwandt, mütterlicherseits u. a. mit Michael Linning Melville. Der Schriftsteller Peter Calvocoressi war sein Cousin.
Zusammen mit seinen Eltern kam er 1922 nach London. Er absolvierte seine Schulzeit am Eton College und studierte anschließend Moderne Sprachen am Magdalen College (Universität Oxford). Nach Ausbruch des Zweiten Weltkriegs trat Calvocoressi in die British Army ein und kam 1940 zu den Scots Guards. Er kämpfte u. a. in Libyen und Ägypten. Als Vorgeschobener Beobachter wurde im Juli 1942 verwundet und kam nach seiner Genesung als Aide-de-camp (Adjutant) zu Generalleutnant Oliver Leese.
Nach Kriegsende kehrte Calvocoressi in seine Heimat zurück und ließ sich in Westerham (Kent) nieder. Er wohnte dort in der Nähe von Winston Churchills Landsitz Chartwell. Am 29. April 1947 heiratete er Katherine Kennedy und hatte mit ihr vier Kinder: James (* 1948), Richard (* 1951), Andrew und Iona. Durch seine Heirat wurde er der Schwager des Dramatikers Royce Ryton und des Journalisten Ludovic Kennedy.
Auf Calvocoressis Initiative hin wurde 1965 in West Ham in den Churchill War Rooms eine Büste Churchills aufgestellt, sie wurde geschaffen vom Bildhauer Oscar Nemon.
Politisch interessiert und engagiert, wie er war, hatte Calvocoressi zwischen 1978 und 1979 das Amt des High Sheriff of Kent inne.

## Ehrungen
- 1942 Military Cross

## Notizen
1. ↑  Kupferbüste. Abbildung der Büste in Zs. "Zwischenwelt. Literatur, Widerstand, Exil." 34, 1-2, Juni 2017. Hg. Theodor Kramer Gesellschaft ISSN 1606-4321 S. 25, im Essay von Sonja Frank: Der Bildhauer Oscar Nemon. Zum 111. Geburtstag, S. 24–27, mit Lit. und weiteren Quellen

| Personendaten    | Personendaten                                |
| ---------------- | -------------------------------------------- |
| NAME             | Calvocoressi, Ion                            |
| ALTERNATIVNAMEN  | Calvocoressi, Ion Melville (wirklicher Name) |
| KURZBESCHREIBUNG | britischer Offizier und Börsenmakler         |
| GEBURTSDATUM     | 12. April 1919                               |
| GEBURTSORT       | Kalkutta                                     |
| STERBEDATUM      | 7. Juli 2007                                 |
| STERBEORT        | England                                      |